# Liste der Naturdenkmale in Göppingen
| Naturdenkmale | Anzahl |
| ------------- | ------ |
| FND           | 16     |
| END           | 13     |
| Gesamt        | 29     |

Die Liste der Naturdenkmale in Göppingen nennt die verordneten Naturdenkmale (ND) der im baden-württembergischen Landkreis Göppingen liegenden Stadt Göppingen. In Göppingen gibt es insgesamt 29 als Naturdenkmal geschützte Objekte, davon 16 flächenhafte Naturdenkmale (FND) und 13 Einzelgebilde-Naturdenkmale (END).
Stand: 31. Oktober 2016.

## Flächenhafte Naturdenkmale (FND)
| Name                                                         | Bild | Kennung     | Einzelheiten | Position | Fläche Hektar | Datum         |
| ------------------------------------------------------------ | ---- | ----------- | ------------ | -------- | ------------- | ------------- |
| Aufschluss am Bürgerhölzle                                   | BW   | 81170260024 | Göppingen    | ⊙        | 0,1           | 3. Feb. 1998  |
| Aufschluss am Meerbach                                       | BW   | 81170260023 | Göppingen    | ⊙        | 0,1           | 3. Feb. 1998  |
| Aufschluss am Weilerbach                                     | BW   | 81170260018 | Göppingen    | ⊙        | 0,3           | 3. Feb. 1998  |
| Bachlauf im Spitalwald                                       | BW   | 81170260005 | Göppingen    | ⊙        | 4,2           | 22. Okt. 1984 |
| Feuchtgebiet im Ramsbachtal (2 Teilgebiete)                  | BW   | 81170260027 | Göppingen    | ⊙        | 0,5           | 3. Feb. 1998  |
| Feuchtgebiet Maitiswiesen                                    | BW   | 81170260009 | Göppingen    | ⊙        | 0,2           | 3. Feb. 1998  |
| Kastanienreihe Alte Steige (32 Bäume incl. 3 Neupflanzungen) | BW   | 81170260017 | Göppingen    | ⊙        | 0,3           | 3. Feb. 1998  |
| Linsenholzweiher                                             | BW   | 81170260015 | Göppingen    | ⊙        | 1,1           | 3. Feb. 1998  |
| Löcherwiesen                                                 | BW   | 81170260020 | Göppingen    | ⊙        | 3,4           | 3. Feb. 1998  |
| Nasswiese Denzendell                                         | BW   | 81170260021 | Göppingen    | ⊙        | 0,1           | 3. Feb. 1998  |
| Österbachsee                                                 | BW   | 81170260014 | Göppingen    | ⊙        | 0,2           | 3. Feb. 1998  |
| Pflanzenstandort nordwestl.Hohrein                           | BW   | 81170260006 | Göppingen    | ⊙        | 0,2           | 22. Okt. 1984 |
| Pflanzenstandort oberhalb Hohrein Halde                      | BW   | 81170260007 | Göppingen    | ⊙        | 0,4           | 3. Feb. 1998  |
| Riedhalde                                                    | BW   | 81170260019 | Göppingen    | ⊙        | 1,7           | 3. Feb. 1998  |
| Schieferfelsen am Eichert                                    | BW   | 81170260001 | Göppingen    | ⊙        | 0,5           | 22. Okt. 1984 |
| Waldecksee                                                   | BW   | 81170260028 | Göppingen    | ⊙        | 0,4           | 3. Feb. 1998  |
| Legende für Naturdenkmal                                     |      |             |              |          |               |               |

## Einzelgebilde (END)
| Name                                        | Bild | Kennung     | Einzelheiten | Position | Fläche Hektar | Datum         |
| ------------------------------------------- | ---- | ----------- | ------------ | -------- | ------------- | ------------- |
| Blutbuche im Hammerpark                     | BW   | 81170260010 | Göppingen    | ⊙        | 0,0           | 3. Feb. 1998  |
| Blutbuchen in der Burgstraße                | BW   | 81170260011 | Göppingen    | ⊙        | 0,0           | 3. Feb. 1998  |
| Eichengruppe Gänshalde (5 Bäume)            | BW   | 81170260013 | Göppingen    | ⊙        | 0,0           | 3. Feb. 1998  |
| Eichengruppe Haierhalde (4 Bäume)           | BW   | 81170260026 | Göppingen    | ⊙        | 0,0           | 3. Feb. 1998  |
| Eichenreihe Ostlandstraße (7 Bäume)         | BW   | 81170260025 | Göppingen    | ⊙        | 0,0           | 3. Feb. 1998  |
| Hohenstaufen-Linde                          |      | 81170260022 | Göppingen    | ⊙        | 0,0           | 3. Feb. 1998  |
| Linde am ehemaligen Bahnhof Maitis          | BW   | 81170260029 | Göppingen    | ⊙        | 0,0           | 3. Feb. 1998  |
| Linde Oberer Hailing                        | BW   | 81170260016 | Göppingen    | ⊙        | 0,0           | 3. Feb. 1998  |
| Stieleiche Klingenäcker                     | BW   | 81170260012 | Göppingen    | ⊙        | 0,0           | 3. Feb. 1998  |
| 1 Eiche „Hutmachereiche“                    | BW   | 81170260002 | Göppingen    | ⊙        | 0,0           | 22. Okt. 1984 |
| 1 Linde beim Hohenstaufen                   | BW   | 81170260003 | Göppingen    | ⊙        | 0,0           | 22. Okt. 1984 |
| 1 Linde „Friedenslinde“                     |      | 81170260004 | Göppingen    | ⊙        | 0,0           | 22. Okt. 1984 |
| 4 Linden am Wasserbehälter nördl.Bartenbach | BW   | 81170260008 | Göppingen    | ⊙        | 0,0           | 22. Okt. 1984 |
| Legende für Naturdenkmal                    |      |             |              |          |               |               |